# Syllepte prorogata
Syllepte prorogata là một loài bướm đêm trong họ Crambidae.